# 靈山戰鬥
靈山戰鬥發生於1921年6月16日，地點則是在中國廣東西部靈山一帶。是北洋政府時期內戰之一，交戰兩方為桂軍及粵軍六路司令何國亮。戰鬥結束後，粵軍獲勝，舉得廣東西部控制權。